# 大维雷
大维雷（法語：Virey-le-Grand，法語發音：[viʁɛ lə ɡʁɑ̃]）是法国索恩-卢瓦尔省的一个市镇，属于索恩河畔沙隆区。

## 地理
大维雷（46°50'34"N, 4°51'57"E）面积12.65 平方千米，位于法国勃艮第-弗朗什-孔泰大區索恩-卢瓦尔省，该省份为法国中部省份，北起顺时针与科多尔省、汝拉省、安省、罗讷省、卢瓦尔省、阿列省和涅夫勒省接壤。
与大维雷接壤的市镇（或旧市镇、城区）包括：莱萨尔勒纳雄耐尔、克里塞、弗拉涅-拉卢瓦耶尔、热尔日、萨斯奈。

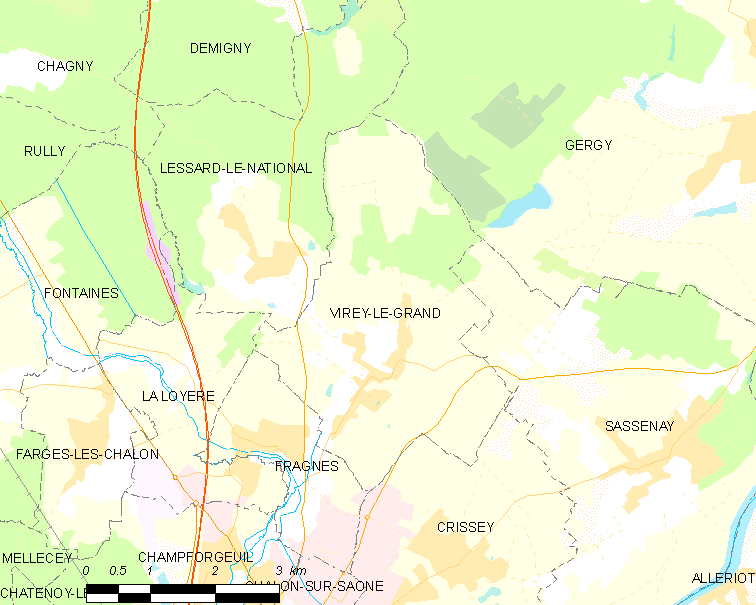
大维雷的OSM定位图

大维雷的时区为UTC+01:00、UTC+02:00（夏令时）。

## 行政
大维雷的邮政编码为71530，INSEE市镇编码为71585。

## 政治
大维雷所属的省级选区为索恩河畔沙隆第一县。

## 人口

1962-2008年间大维雷人口变化图示

大维雷于2022年1月1日时的人口数量为1393人。